# Arte en España durante la Restauración (1875-1931)
Arte en España durante la Restauración (1875-1931) son las producciones artísticas durante la Restauración borbónica en España, coincidente con los reinados de Alfonso XII (1874-1885) y Alfonso XIII (1902-1931; durante su minoría de edad, bajo la regencia de María Cristina de Habsburgo, 1885-1902). 
En el arte oficial (pintura de historia, monumentos y edificios públicos de todo tipo: ministerios, gobiernos civiles y diputaciones provinciales, sucursales del Banco de España, ayuntamientos, instalaciones militares -cuarteles, academias-, carcelarias y educativas -institutos de bachillerato-, arquitectura de espectáculos -teatral, arquitectura taurina-, etc.) y los encargos privados (viviendas y "palacetes", como las pretenciosas casas de indianos, sedes y sucursales de bancos y grandes compañías, la arquitectura ferroviaria -por entonces propiedad de empresas privadas-) predomina una estética conservadora o "gusto burgués" (academicismo, eclecticismo, historicismos: neobizantino, neorrománico, neogótico, neomudéjar, neorrenacimiento -que origina la denominación despectiva de "estilo remordimiento"-, neoplateresco o "estilo Monterrey", neobarroco), semejante a la que en Francia, Alemania o Inglaterra caracteriza a los denominados estilo Tercera República, estilo kaiser Guillermo o estilo victoriano.
Las manifestaciones artísticas caracterizadas por la "modernidad" o el "rupturismo", y por tanto alejadas de esos parámetros estéticos y sociológicos, suelen clasificarse dentro de los movimientos antiacadémicos o vanguardistas (impresionismo español -Sorolla, Regoyos, Pinazo, Beruete-, modernismo español, sobre todo el modernismo catalán -Ramón Casas, Anglada Camarasa, Llimona, Josep Puig i Cadafalch, Lluís Domènech i Montaner- y la difícilmente clasificable personalidad de Gaudí-, noucentisme o "mediterraneísmo" -Sert, Manuel Hugué, Clarà, Julio González-, Picasso -que pasa por todas las vanguardias-, Gargallo, Solana, Vázquez Díaz, etc.) No obstante, cualquiera de ellos puede ver calificada al menos parte de su obra como más "oficialista"; del mismo modo, también hay mucho de innovación estética en la obra de artistas más "conservadores", como el arquitecto Ricardo Velázquez Bosco, el escultor Mariano Benlliure o los pintores Ignacio Zuloaga y Julio Romero de Torres.

## Denominación "arte alfonsino" o "estilo alfonsino"
El marqués de Lozoya utiliza la etiqueta "alfonsino" al menos en el título de tres de sus artículos: El Mobiliario Alfonsino y las dos entregas de La moda en la pintura alfonsina.
Además de en la obra de este historiador del arte, la palabra también ha sido usada, en ocasiones con una clara connotación peyorativa, en:

... si el término de «arte alfonsino» tiene algún significado, lo habríamos de reservar para los retratos de Fernando Álvarez de Sotomayor, para las comedias de Jacinto Benavente, para las chuscas astracanadas de Pedro Muñoz Seca, para las novelas de Ricardo León o Salvador González Anaya, para los cuadros de historia de Moreno Carbonero o para la música del maestro Serrano y el flamenco adulterado de Pastora Imperio.

... este deseo de crear un marco suntuario para la vida del monarca concordaba no sólo con la imagen oficial francesa, donde Napoleón III y la Tercera República habían acuñado un estilo enfático, sino además con el gusto en general de la burguesía conservadora, que asimilaba una gran cantidad de historicismos, desde los medievalismos al rococó, subordinándolos a la ostentación y al boato. De este modo, en el Palacio de Madrid surgirá el salón de baile y comedor de gala, de estilo ecléctico muy acorde con el neobarroco francés de ese momento ...
... la dirección del arquitecto mayor de Palacio José Segundo de Lema. Bastante poco estudiado, Lema es conocido sobre todo por el Panteón de Infantes en El Escorial (proyecto de 1862) y también por una notable residencia privada que puede relacionarse con este trabajo suyo en Palacio tanto por su inspiración general violletleduquiana como por el hecho de haber trabajado en ello también como arquitecto de interiores: el Palacio de Zabálburu o de Heredia Spínola, en Madrid (1878). ...
.. Por desgracia, la mayor parte de los interiores decimonónicos madrileños a la moda de París y Londres han perecido con los palacios que los albergaban en la Castellana, pero subsisten algunos como el de Salamanca, el de Parcent —cuyos salones principales no son copia sino importación, pues fueron diseñados en 1862 por el principal arquitecto decorador del momento, Galland— o el de Santoña, hoy sede de la Cámara de Comercio, por no citar otros —Fernán Núñez, Cerralbo, Linares— o los desaparecidos, como el de Medinaceli. ...

Estos ensanches [ Madrid, Barcelona y Bilbao ] fueron asiento de gran parte de la arquitectura alfonsina y de las primeras décadas de nuestro siglo, pudiendo citarse por su interés los ensanches de Valencia o Tarragona y, en menor cuantía, los de Alicante, León y La Coruña...

La vertiente orientalista del eclecticismo: El pastiche árabe - Como faceta distinta dentro de la arquitectura alfonsina, hemos de abordar el tema del pastiche orientalista.

Pedro Navascués señala que el neoárabe tiene su mayor esplendor en los años setenta y ochenta [del siglo XIX], como una faceta más del pastiche orientalista de la arquitectura alfonsina, que se manifiesta en el palacio señorial urbano, los salones ...

La actividad oficial del rey Alfonso XIII incluía numerosas visitas que se aprovechaban para realizar inauguraciones, con apretadísimos programas (como ejemplo, esta reacción del presidente del Congreso a la visita a Valladolid del 15 de octubre de 1915, donde entre otros lugares inauguró el nuevo edificio de la Universidad).

Cuidado que recibe impresiones distintas en un solo día, el Rey. Yo defino al Rey como una persona que desea ir a todas partes para marcharse en seguida de ellas

## Obras de arte de la Restauración

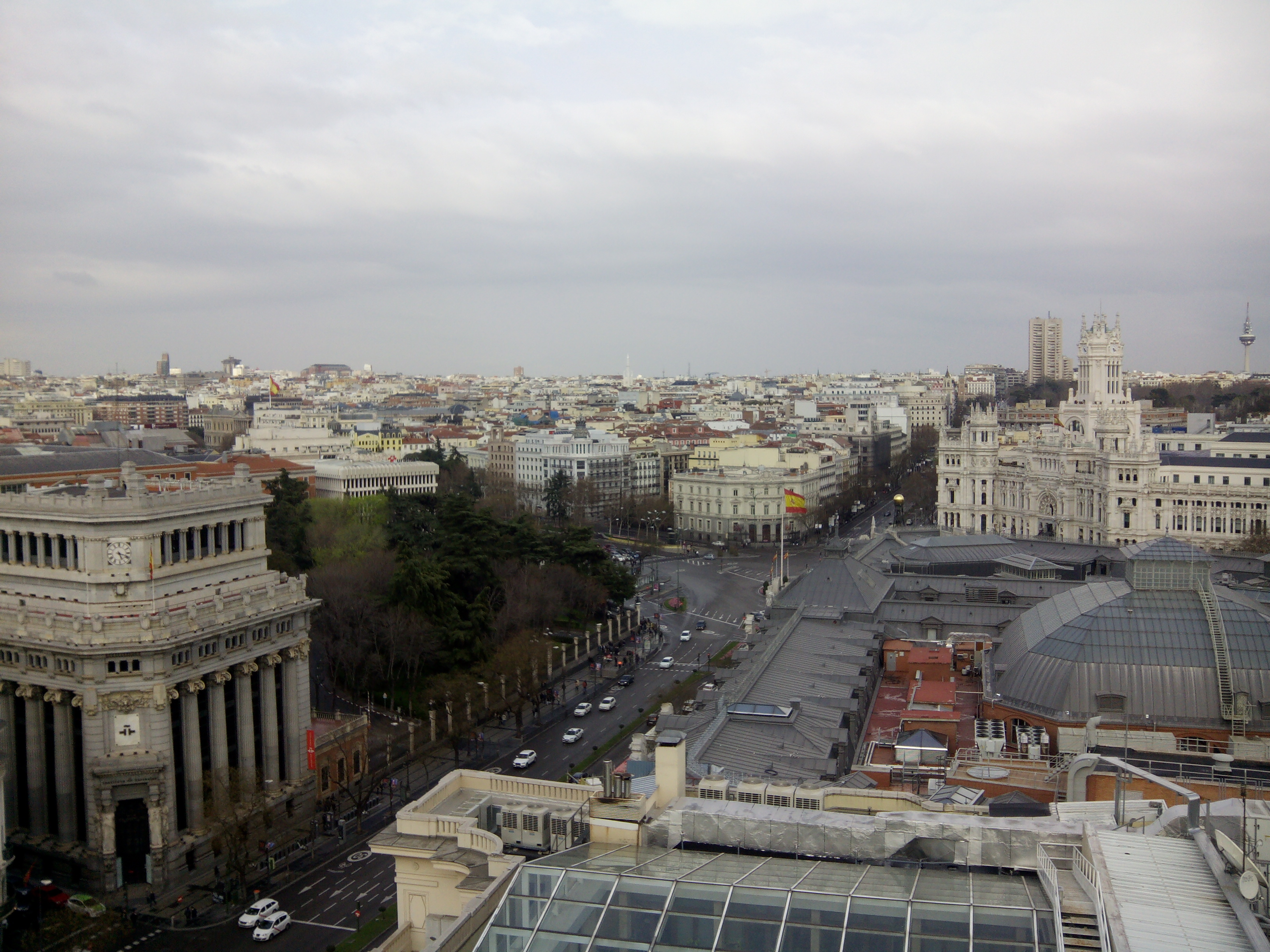
Vista hacia el este desde la azotea del Círculo de Bellas Artes
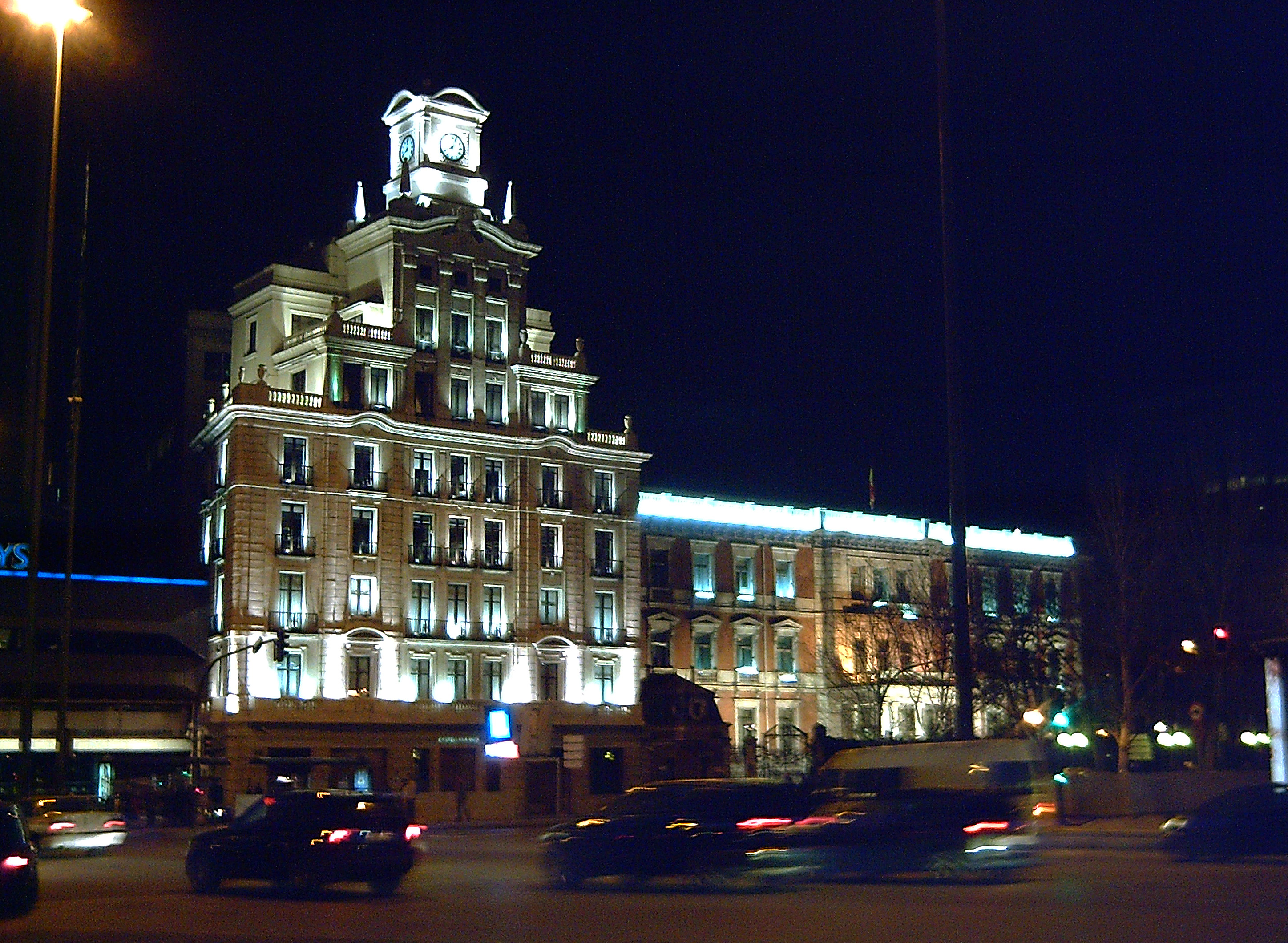
Palacio Ametller ("Castellana 1", posteriormente sede de Crédit Agricole IndoSuez), de Antonio Ruiz de Salces, 1879
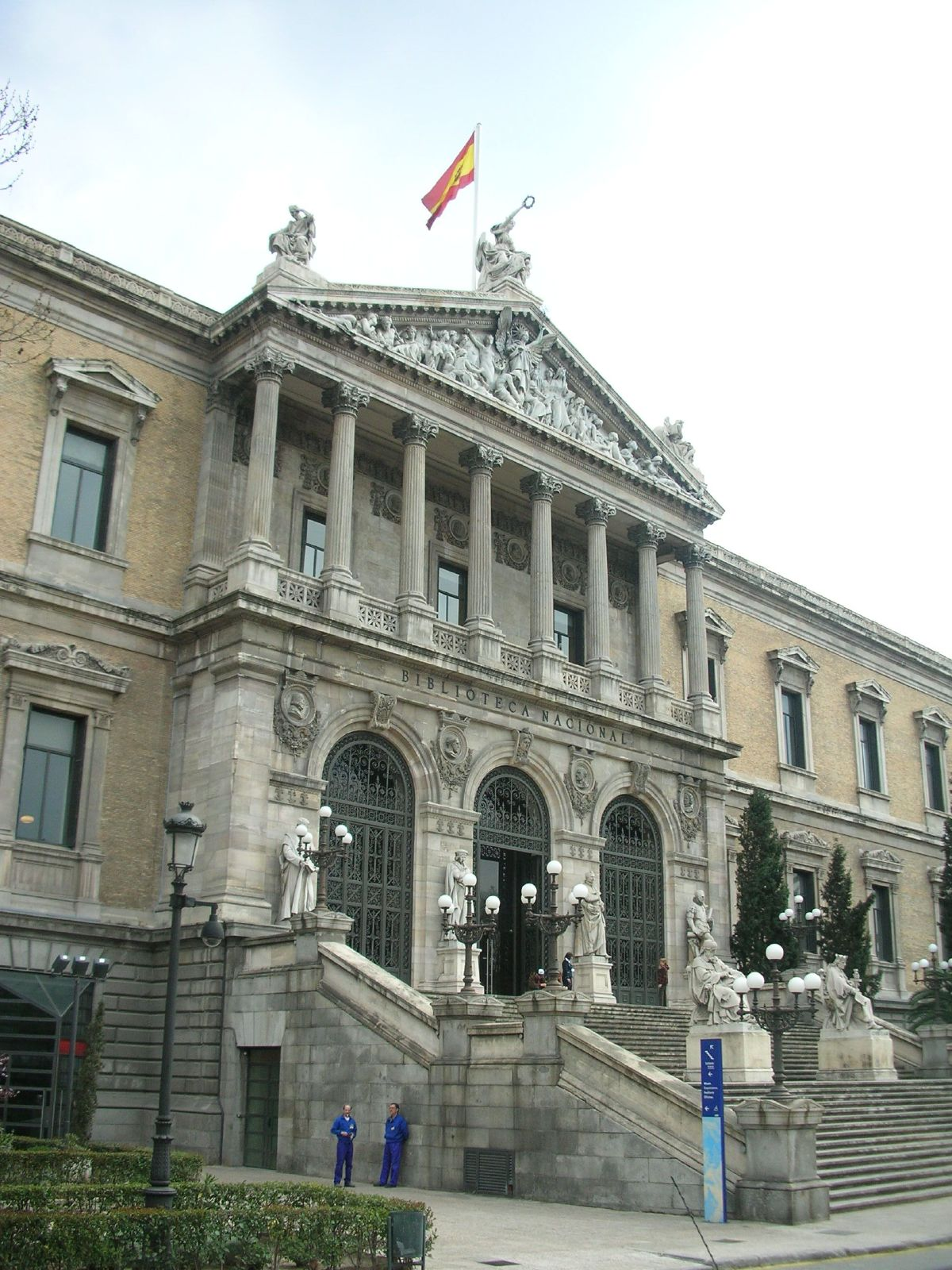
Biblioteca Nacional (fachada oeste del edificio de los Museos Nacionales; la fachada este corresponde al Museo Arqueológico Nacional.
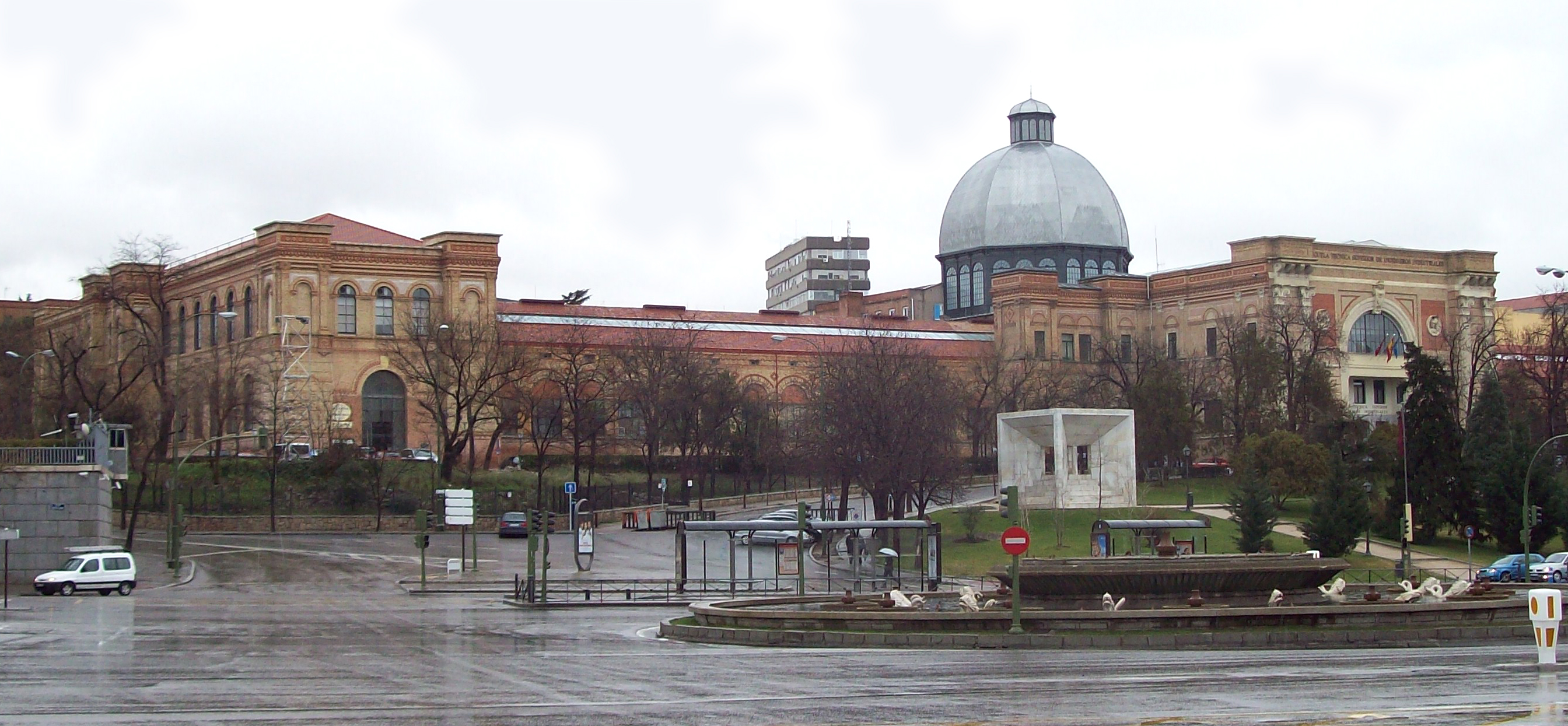
Palacio de las Artes e Industrias, de Fernando de la Torriente y Emilio Boix, 1881-1887

Edificios construidos en Madrid entre 1875 y 1931
En el centro de Madrid, en torno a la Plaza de Cibeles y la calle de Alcalá, la vista desde la azotea del Círculo de Bellas Artes (Antonio Palacios, ca. 1921 -véase la fotografía-) permite ver un conjunto de edificios emblemáticos de la época: de izquierda a derecha, el Banco Español del Río de la Plata ("edificio Cariátides", Antonio Palacios y Joaquín Otamendi, 1910-1918), el Palacio de Linares (Carlos Colubí, Adolf Ombrecht y Manuel Aníbal Álvarez, 1877-1900) y el Palacio de Comunicaciones (Palacios y Otamendi, 1907-1919). Del Banco de España (Eduardo Adaro y Severiano Sainz de la Lastra, 1884-1891) sólo se ven las cubiertas. También son de la misma época y estética algunos edificios del Paseo de la Castellana (hacia el norte, a la izquierda en la imagen -véase la foto aérea de 1928-), como el de la Biblioteca y Museos Nacionales (iniciado bajo la dirección de Francisco Jareño Alarcón en 1866, desde 1888 estuvo bajo la dirección de Antonio Ruiz de Salces, terminándose en 1892 -las esculturas del frontón son de Agustín Querol y las de la puerta y escalinata de José Alcoverro, Anselmo Nogués, Pere Carbonell, Manel Fuxà y Juan Vancell; en el interior se conserva una polémica estatua de Menéndez Pelayo, de Lorenzo Coullaut Valera-) o el Edificio ABC (José López Sallaberry, Aníbal González y Teodoro de Anasagasti, 1899-1926). También algunos de los de la Gran Vía (hacia el oeste, a nuestra espalda en esta imagen), como el Edificio Metrópolis (Jules y Raymond Février y Luis Esteve Fernández-Caballero, 1911); aunque otros, como el Palacio de la Prensa (Pedro Muguruza Otaño, 1924-1928) o el Edificio Telefónica (Ignacio de Cárdenas Pastor, 1926-1929) corresponden a una época y estética posterior (generación del 25). Hacia el sur (a la derecha, fuera del cuadro de esta imagen), el Paseo del Prado reúne otros notables ejemplos: el Ministerio de Marina, el Palacio de la Bolsa (Enrique María Repullés y Vargas, 1893), el Hotel Ritz y el Hotel Palace; y en su final, junto a la Estación de Atocha (de Alberto de Palacio, 1890-1894), el Palacio de Fomento (de Ricardo Velázquez Bosco, ca. 1890, rematado por esculturas de Querol, 1905) y el Hotel Nacional (de Modesto López Otero, 1921-1923). Es destacable la concentración de edificios del estilo en algunos puntos, como la Plaza de Canalejas (Banco Hispano Americano, de Eduardo Adaro, 1902, edificio Meneses, de José María Mendoza Ussía y José de Aragón Pradera, 1914-1915, casa de Allende, de Leonardo Rucabado, 1920, y comercios característicos de la zona) o los edificios y monumentos en el interior del Parque del Retiro, junto al Casón del Buen Retiro y el entorno de la Iglesia de los Jerónimos (únicamente el exterior de ambos edificios es de esta época), con el edificio de la Real Academia Española (Miguel Aguado de la Sierra, 1894) y el programa escultórico a las puertas del Museo del Prado (estatuas de Goya -Mariano Benlliure- y de Velázquez -Aniceto Marinas, 1899-; la de Murillo es anterior -de Sabino de Medina, inaugurada en 1871 por Amadeo de Saboya-).
Arquitectura y escultura
Último cuarto del siglo XIX

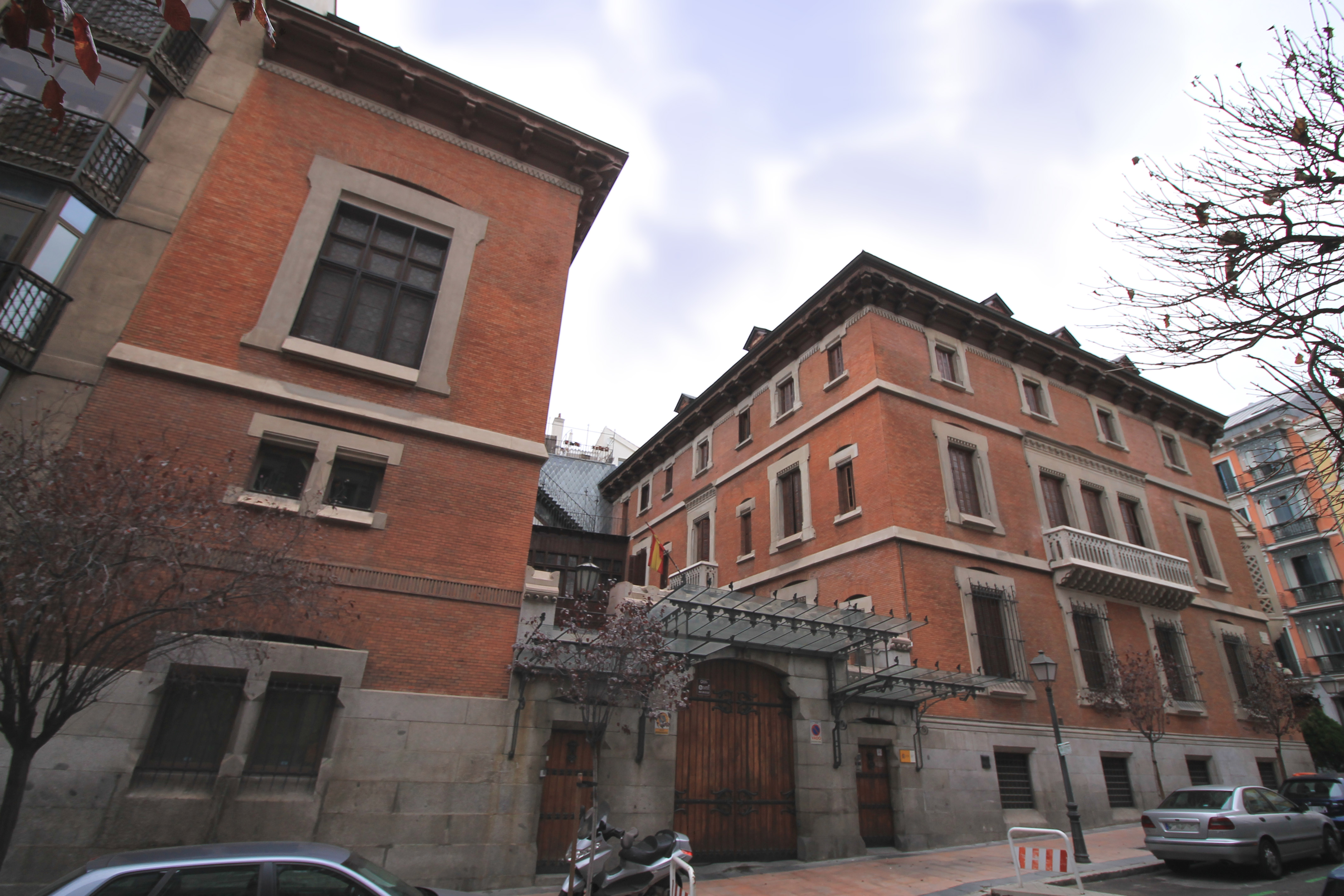
Palacio de Zabálburu, de José Segundo de Lema, Severiano Sainz de la Lastra y Luis de Landecho Jordán de Urríes, 1872-1917.
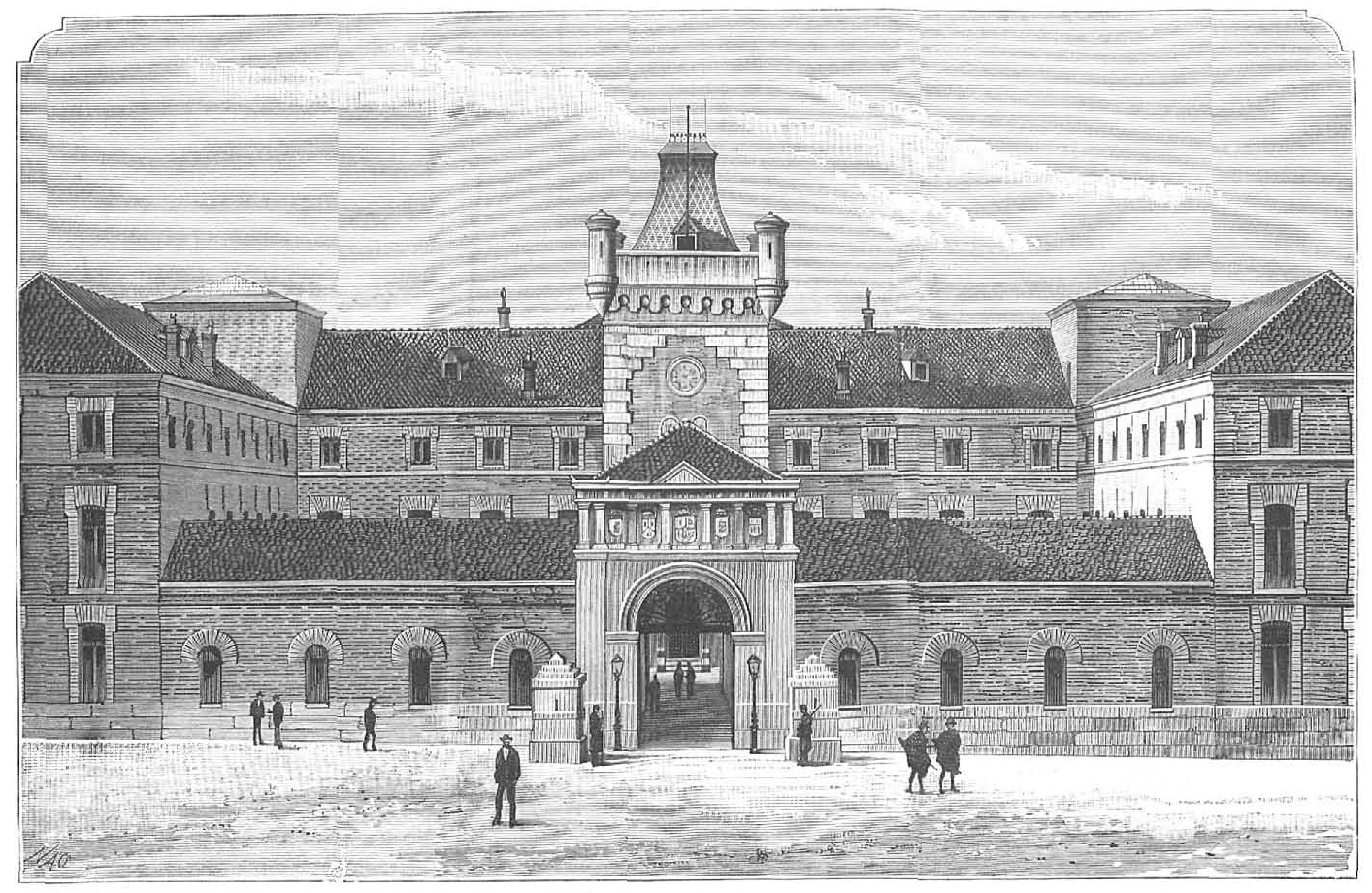
Cárcel Modelo de Madrid, de Tomás Aranguren y Eduardo Adaro, 1877-1883
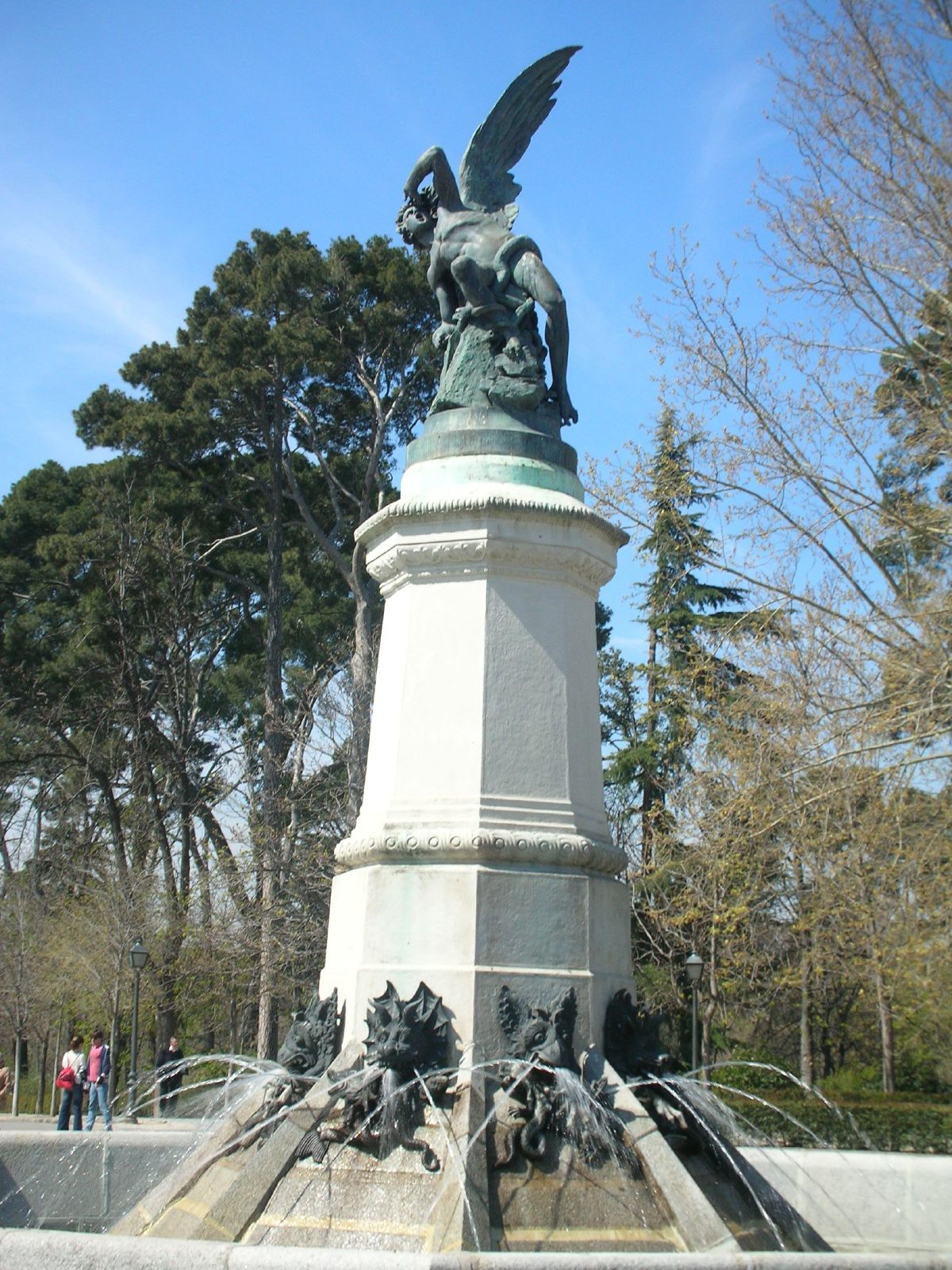
Fuente del Ángel Caído (Parque del Retiro), de Ricardo Bellver y Francisco Jareño, 1877-1885.
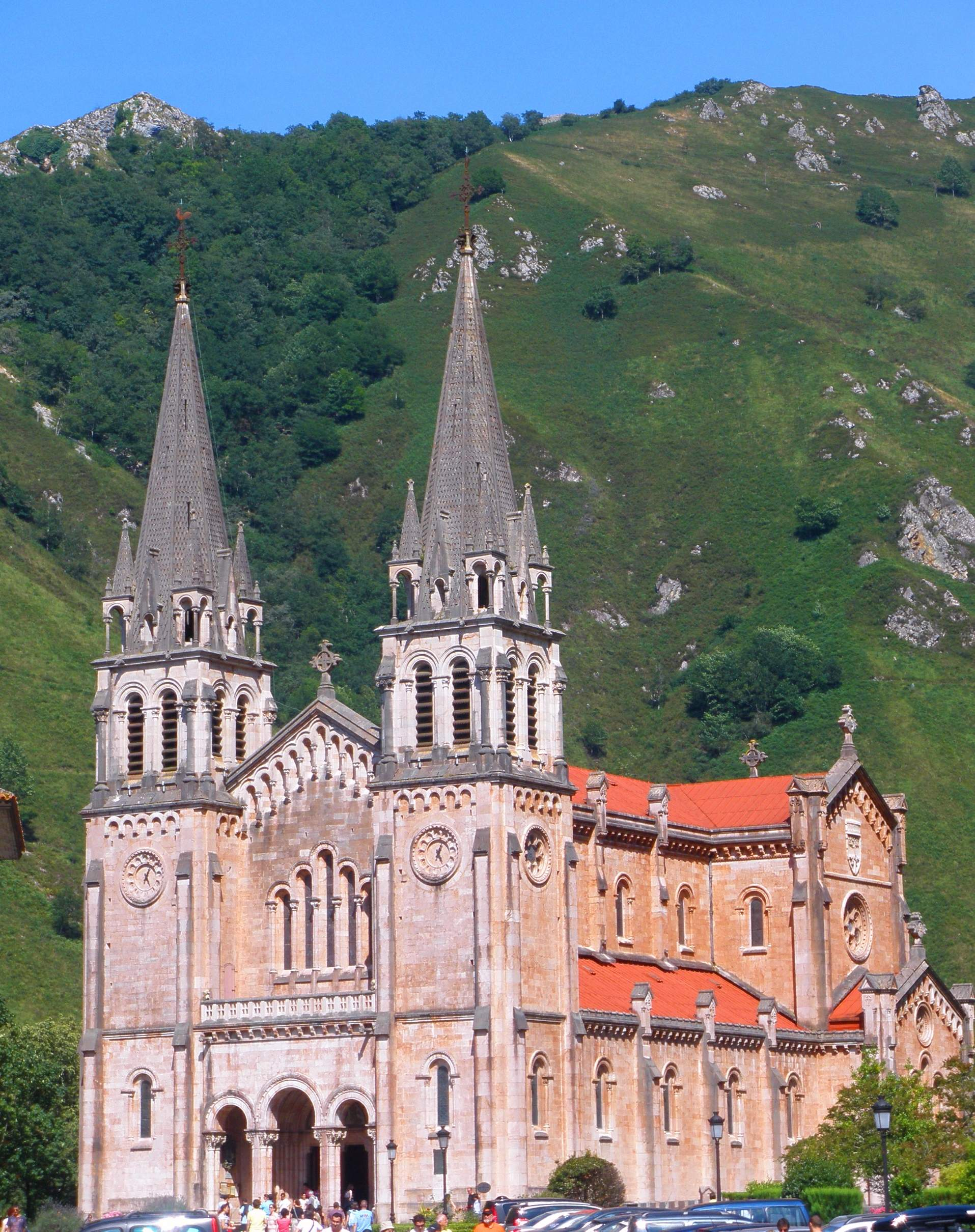
Basílica de Covadonga, de Roberto Frassinelli y Federico Aparici, 1877-1901.
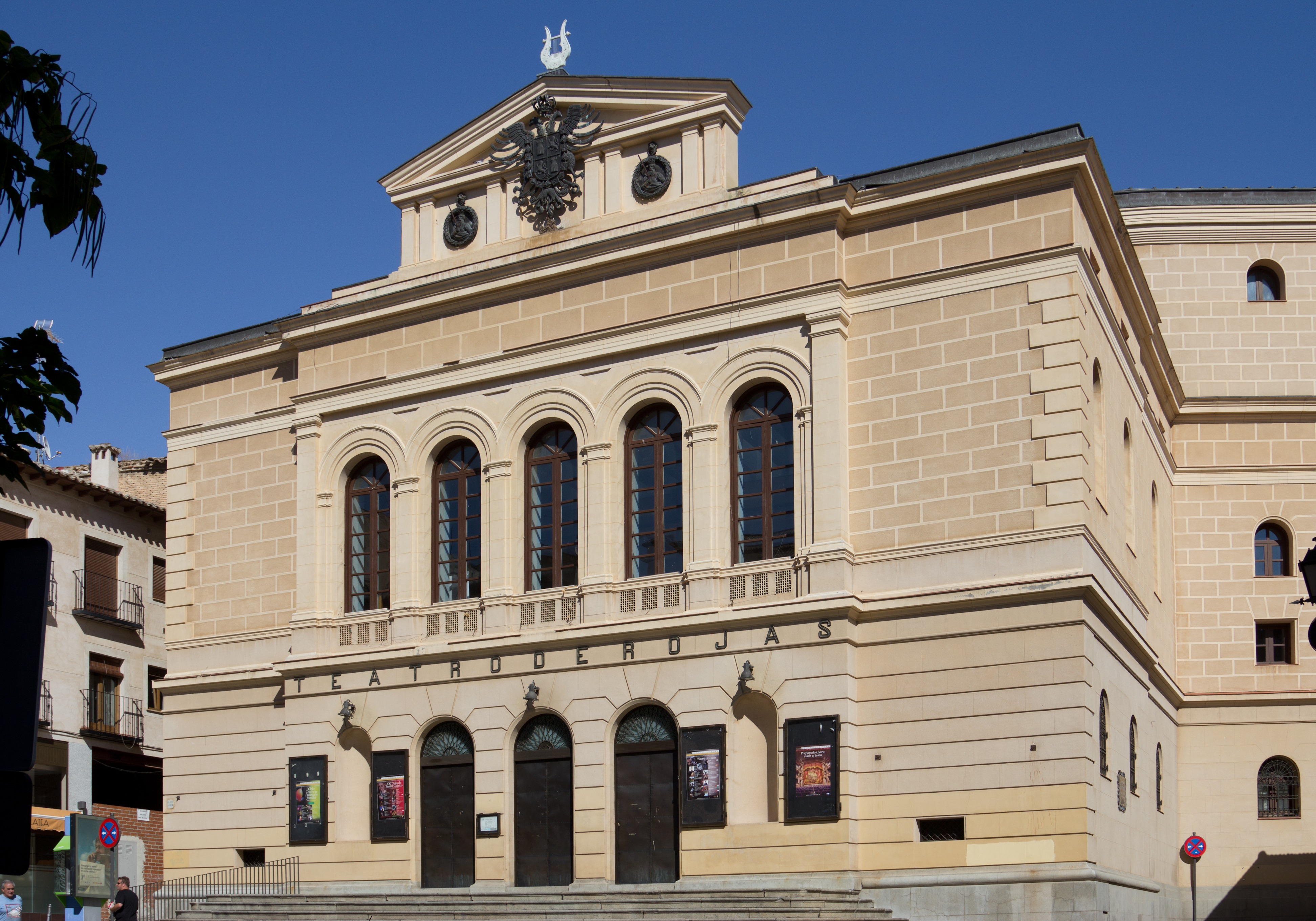
Teatro Rojas (Toledo), de Luis Antonio Fenech y Ramiro Amador de los Ríos, 1877.

Primer cuarto del siglo XX

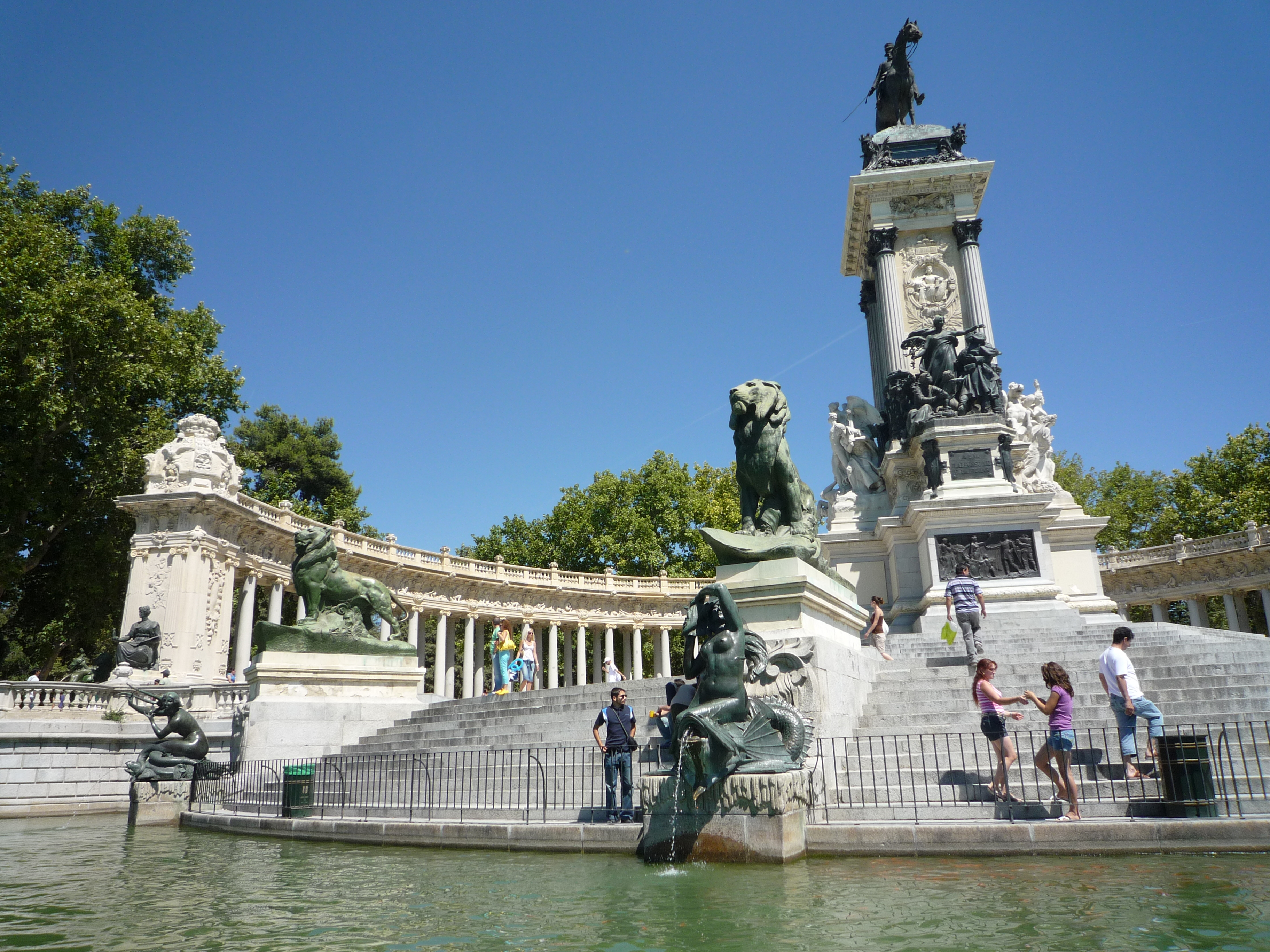
Monumento a Alfonso XII (Parque del Retiro), del arquitecto José Grases Riera y los escultores Benlliure, Josep Clarà, Mateo Inurria y otros, 1902-1922.
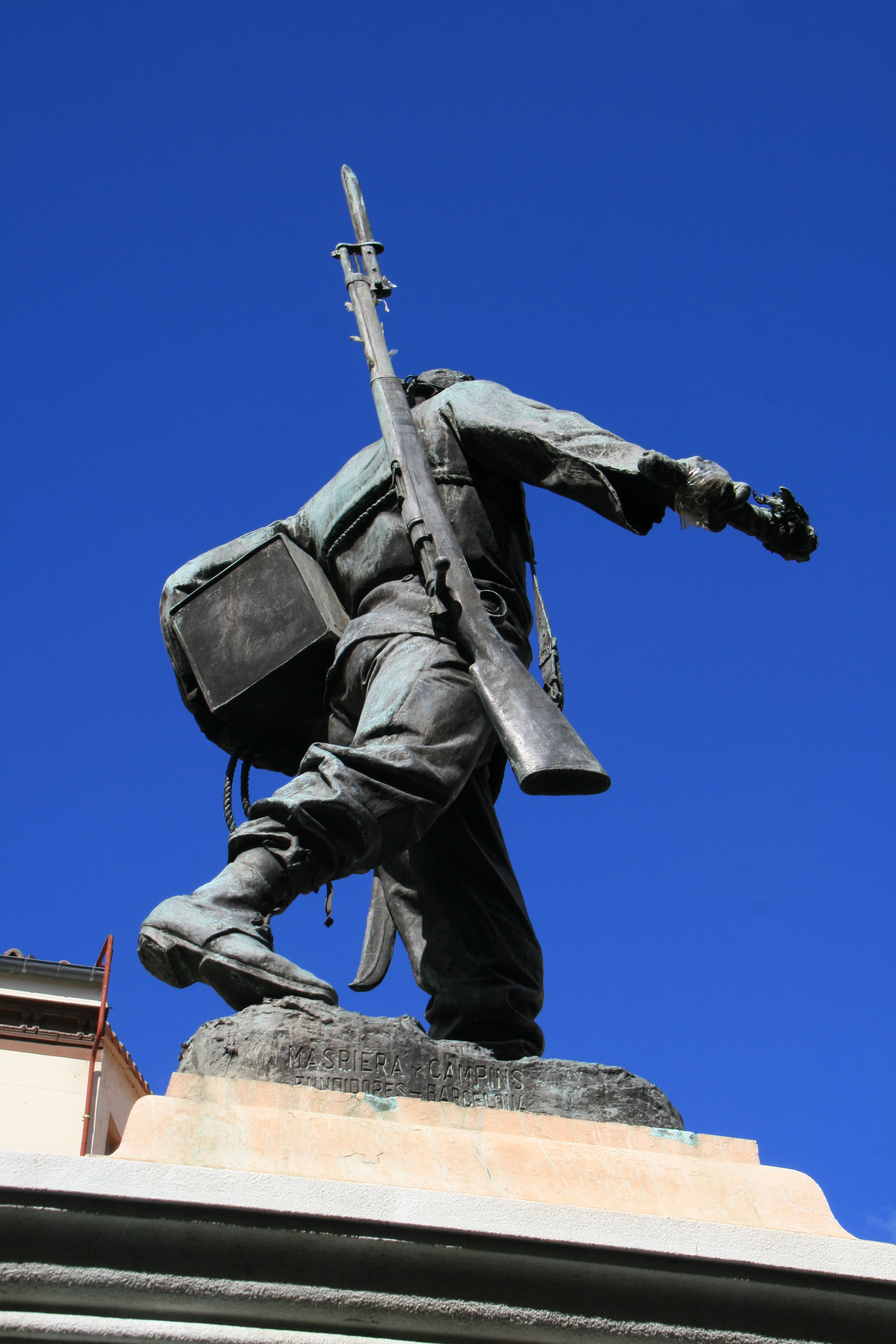
Monumento a Eloy Gonzalo, "héroe de Cascorro", de Aniceto Marinas, 1902.
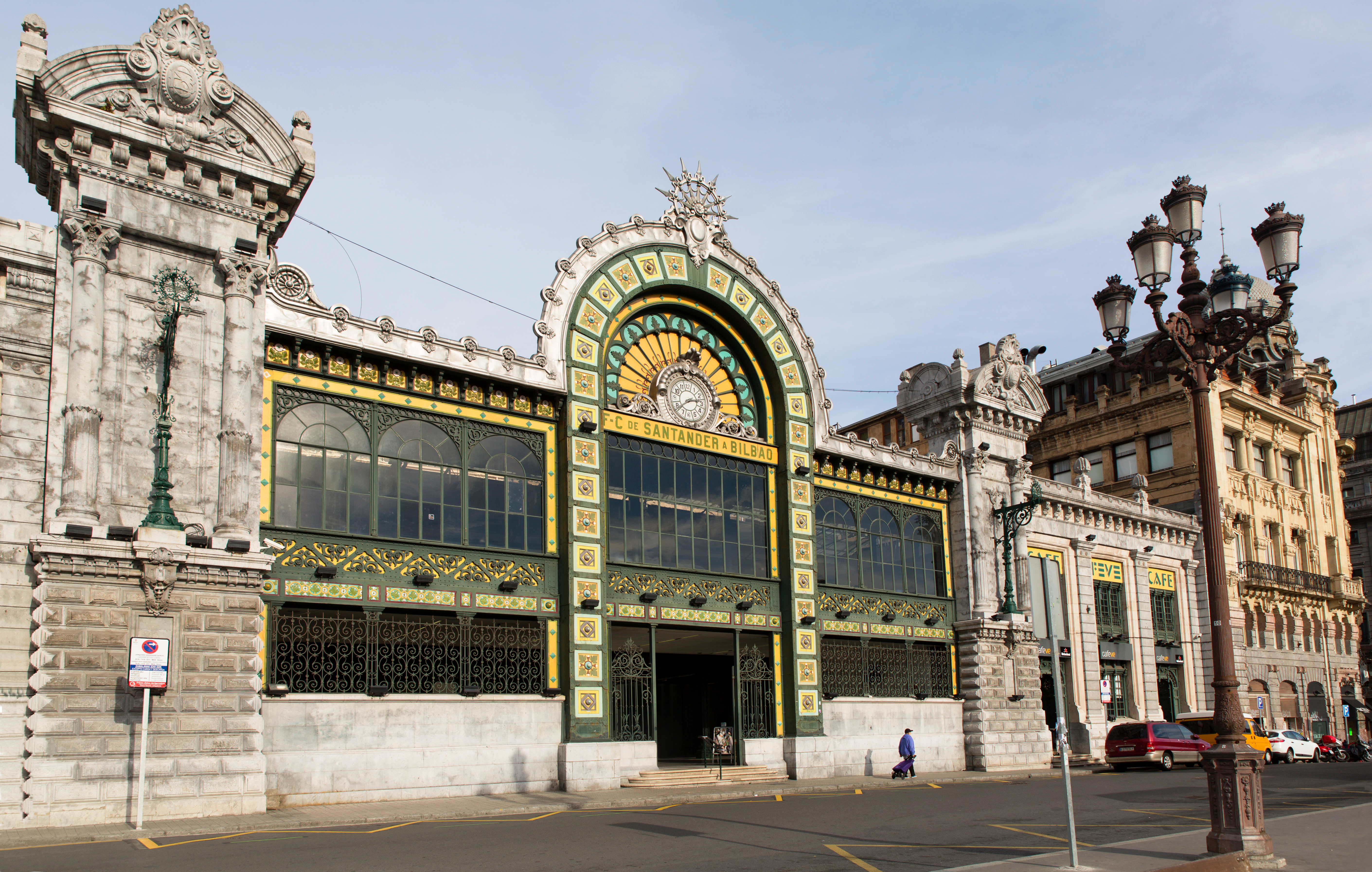
Estación de La Concordia (Bilbao), 1902.
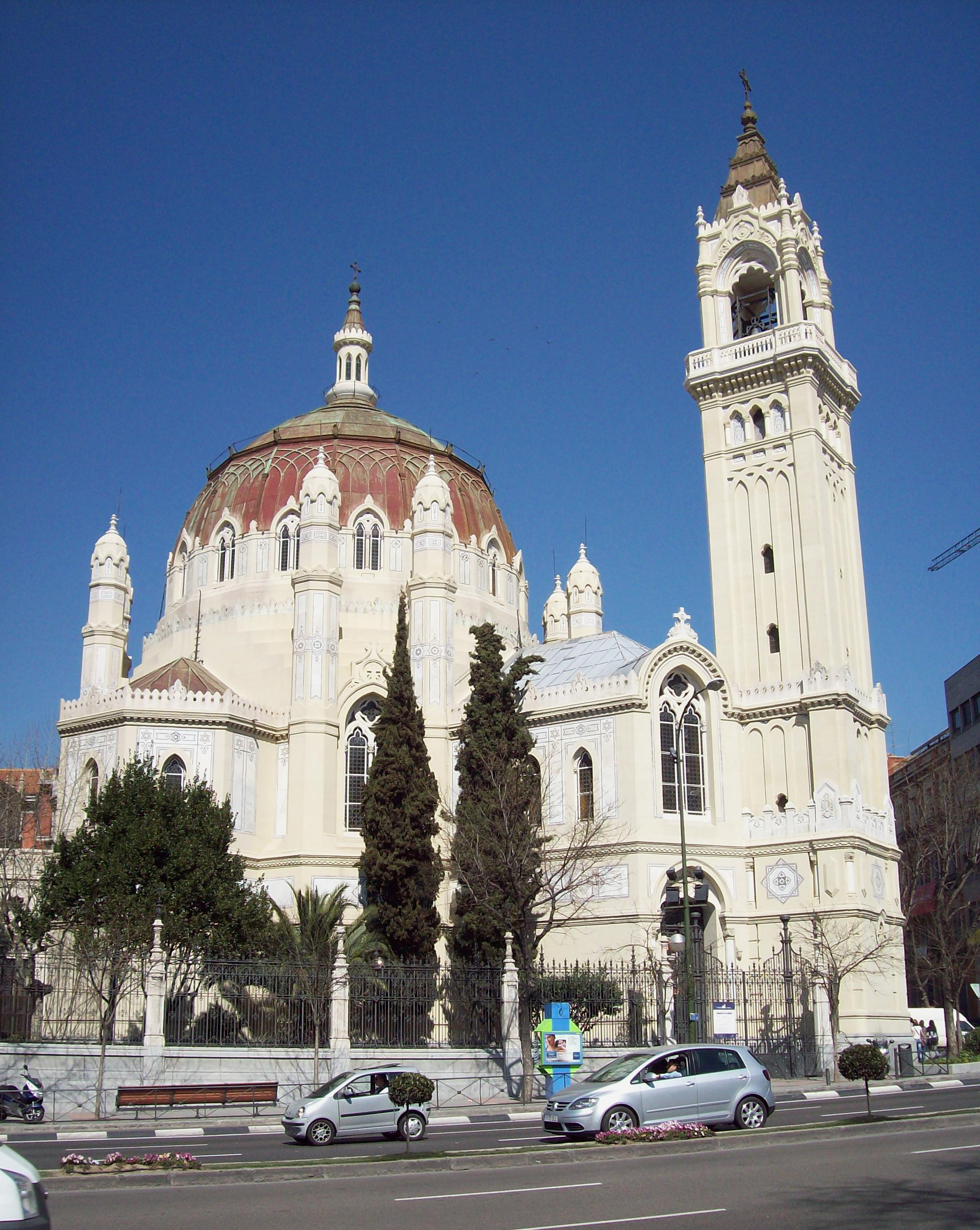
Iglesia de San Manuel y San Benito (Madrid), de Fernando Arbós y Tremanti, 1902-1910.
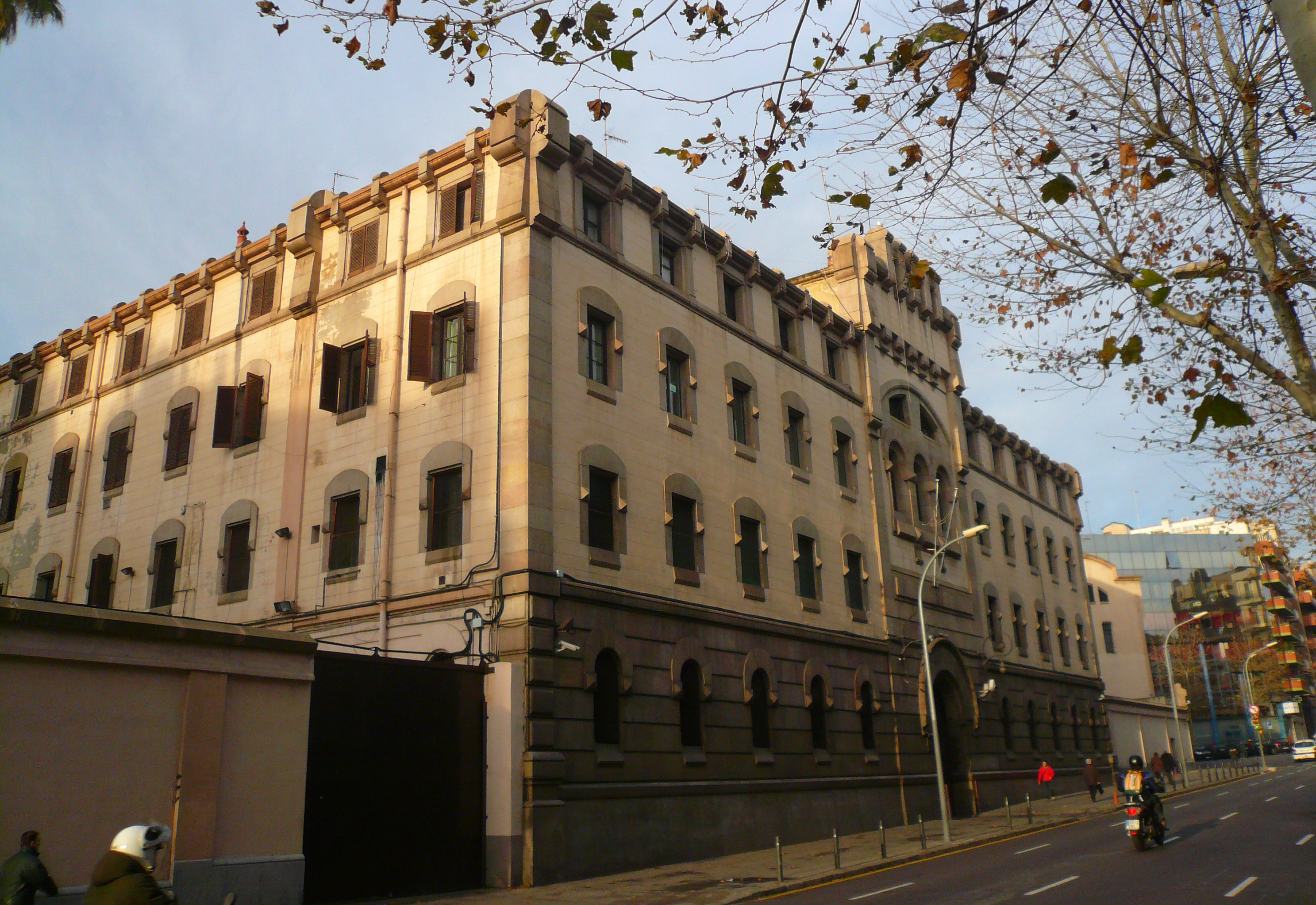
Cárcel Modelo de Barcelona, 1904.

Últimos años

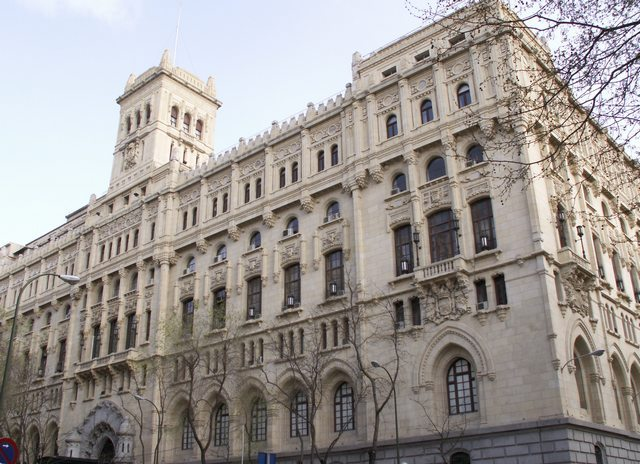
Ministerio de Marina, 1925-1928.
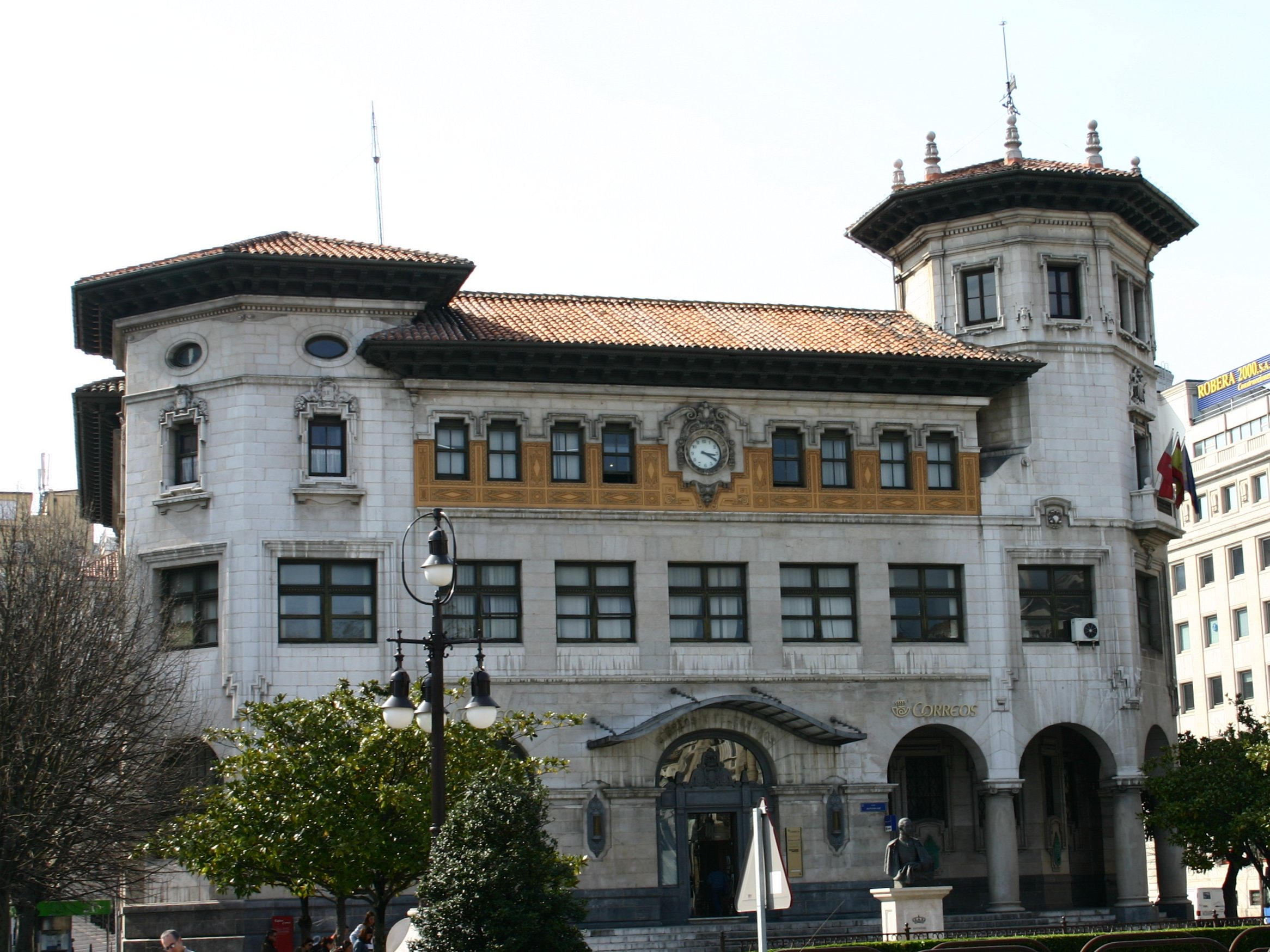
Delegación de Correos en Santander, de Secundino Zuazo y Eugenio Fernández Quintanilla y , 1926.
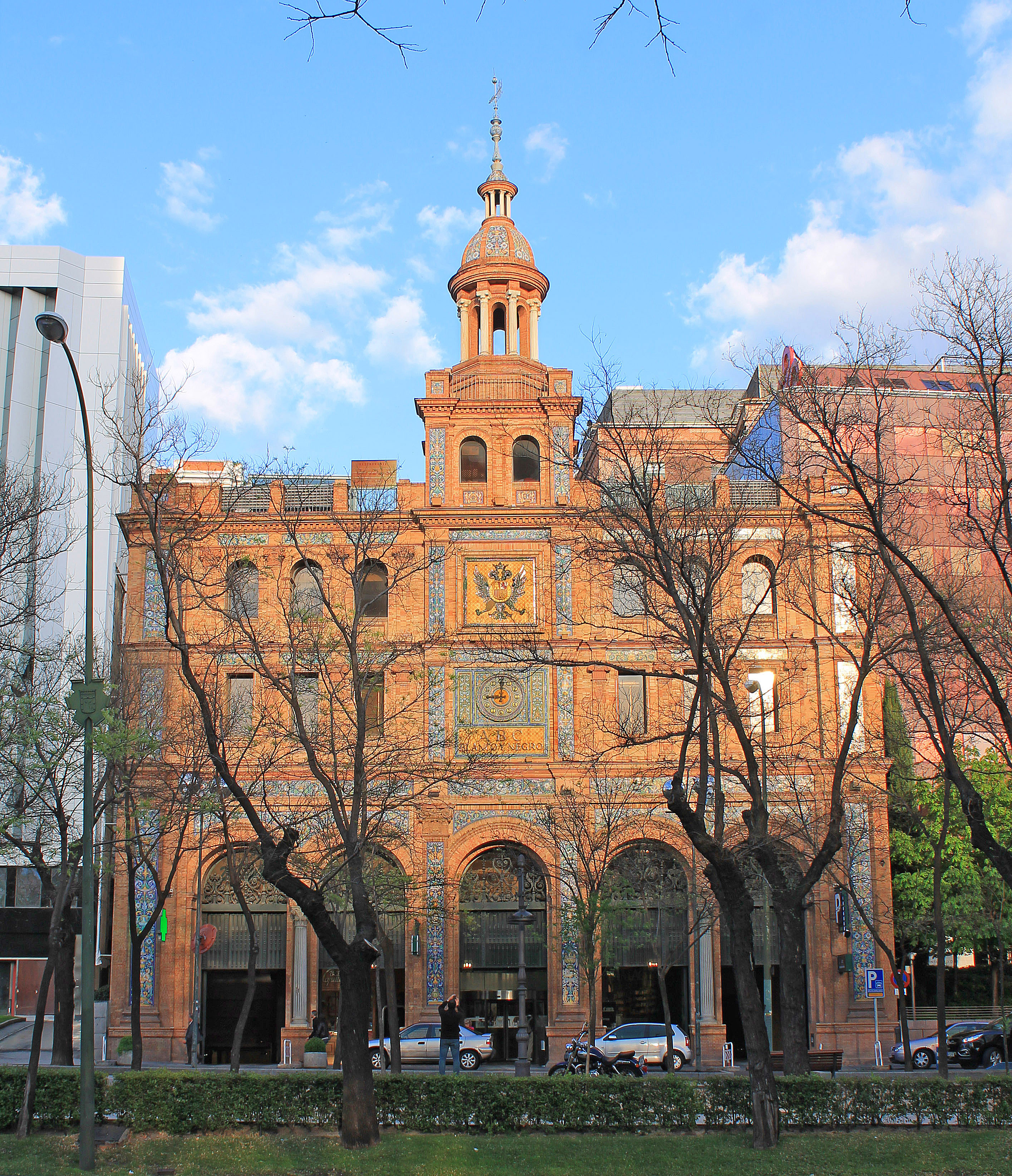
Edificio ABC (fachada oeste, Paseo de la Castellana), de Aníbal González, 1926.
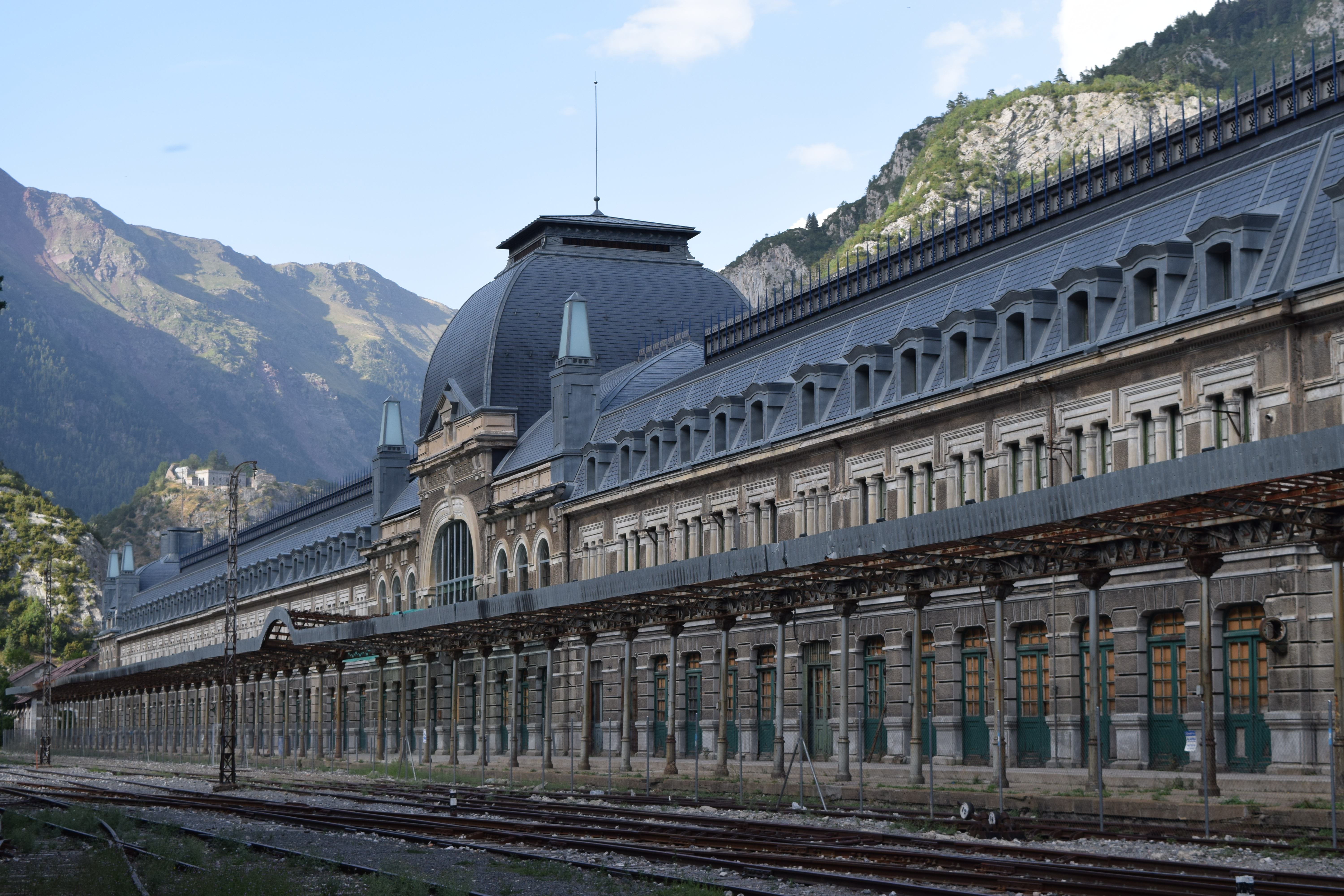
Estación Internacional de Canfranc, 1928.
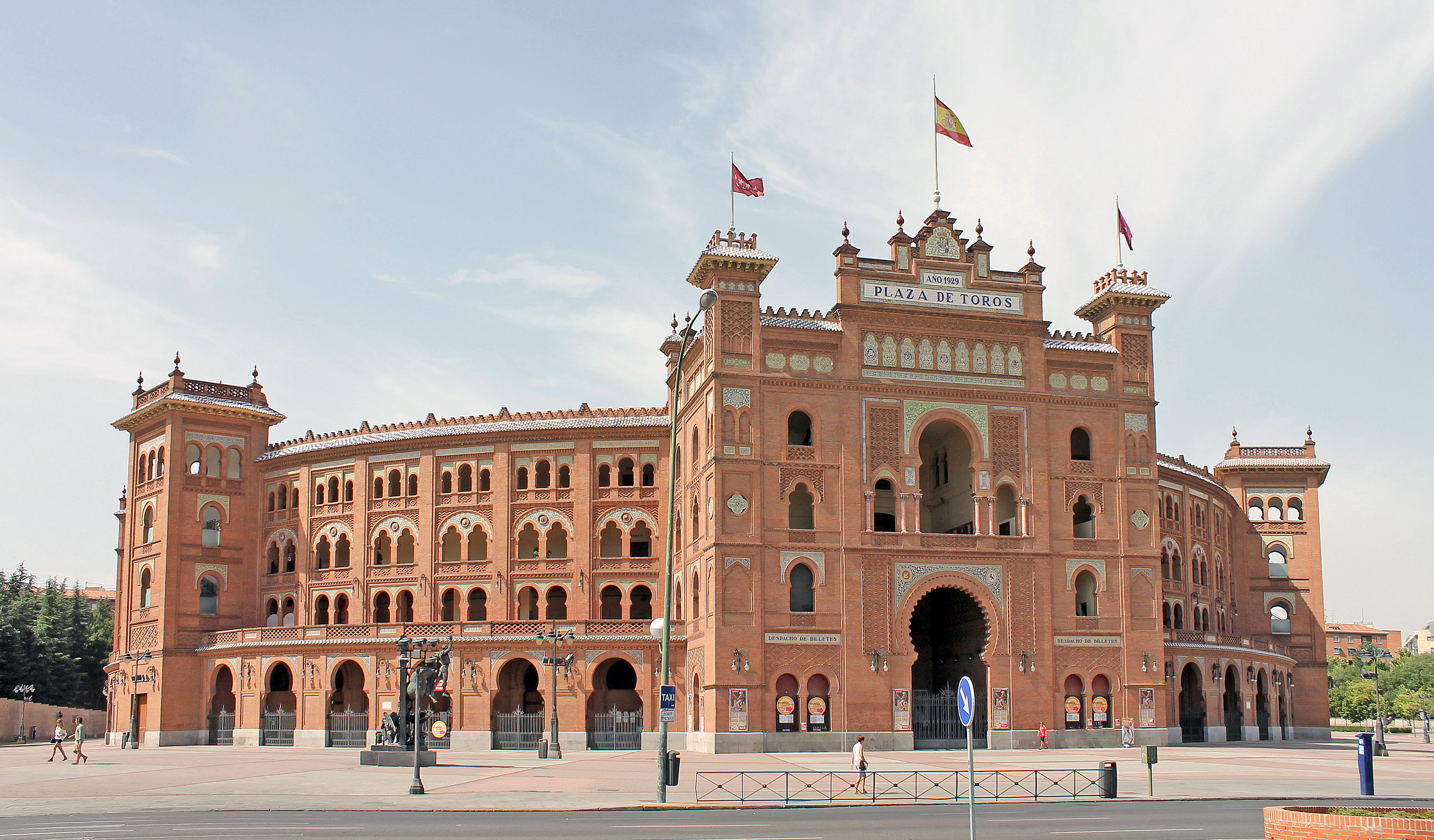
Plaza de toros de Las Ventas, de José Espelius, 1929.